# C1QTNF9B-AS1
C1QTNF9B-AS1 (англ. Pro-X-Gly collagen triple helix like repeat containing) – білок, який кодується однойменним геном, розташованим у людей на 13-й хромосомі. Довжина поліпептидного ланцюга білка становить 107 амінокислот, а молекулярна маса — 10 968.
| 10         |  | 20         |  | 30         |  | 40         |  | 50         |
| ---------- |  | ---------- |  | ---------- |  | ---------- |  | ---------- |
| MWILSNLMGT |  | SEEGNLLSTV |  | SPTVKALFGK |  | TRVSPIFPFS |  | PRSPFQPLIP |
| RTPGSPWGPV |  | GPASPLGPGF |  | PIGPMGPGKP |  | VGPKGPMLPL |  | GPSGPVGPTS |
| PLFPFCP    |  |            |  |            |  |            |  |            |

A: Аланін

C: Цистеїн

E: Глутамінова кислота

F: Фенілаланін

G: Гліцин

I: Ізолейцин

K: Лізин

L: Лейцин

M: Метіонін

N: Аспарагін

P: Пролін

Q: Глутамін

R: Аргінін

S: Серин

T: Треонін

V: Валін

Локалізований у цитоплазмі.